# Dschumber Patiaschwili
Dschumber Patiaschwili (georgisch ჯუმბერ პატიაშვილი, russisch Джумбер Ильич Патиашвили, transkribiert Dschumber Iljitsch Patiaschwili; geboren am 5. August 1939 in Lagodechi, Georgische SSR) ist ein ehemaliger sowjetischer bzw. georgischer Politiker, der von 1985 bis Frühjahr 1989 erster Sekretär der Kommunistischen Partei Georgiens gewesen ist.

## Leben
Patiaschwili trat 1961 der KPdSU bei und schloss im folgenden Jahr sein Studium als Agronom ab. Er fungierte seit 1974 als erster Sekretär der Abteilung für Landwirtschaft im Zentralkomitee der KP Georgiens. Am 6. Juli 1985 wurde er als Nachfolger von Eduard Schewardnadse zum ersten Sekretär der georgischen KP bestimmt und musste diesen Posten nach der blutigen Niederschlagung der Demonstration vom 9. April 1989 in Tbilissi verlassen. Sein Nachfolger wurde Giwi Gumbaridse. Nach dem Zerfall der Sowjetunion wurde er mehrmals in das georgische Parlament gewählt und stand in Opposition zum damaligen Präsidenten Schewardnadse.